# Eboli
Eboli je město v jižní Itálii. Nachází se 15 km od pobřeží Tyrhénského moře na úpatí pohoří Monti Picentini a jeho nadmořská výška je 145 m, je dostupné po dálnici A2. Obec Eboli patří do provincie Salerno v kraji Kampánie, má rozlohu 138 km² a přibližně 37 tisíc obyvatel. V místním nářečí se město nazývá Jevolo.
Byly zde nalezeny artefakty z období villanovské kultury a cihlářská pec z římského období, nedaleko města stojí starověký akvadukt. K architektonickým památkám patří hrad rodiny Colonnů z 11. století, kostely Chiesa di San Vito al Sele a Chiesa collegiata di Santa Maria della Pietà a františkánský klášter. Mnohé zdejší historické budovy byly poničeny při zemětřesení v listopadu 1980. K turistickým atrakcím patří muzeum věnované vylodění v Itálii. Nedaleko města se nachází přírodní rezervace Foce Sele-Tanagro, kde roste okrotice bílá a lír přímořský. Místním rodákem byl středověký kronikář Petr z Eboli.
V okolí se rozkládá úrodná rovina Piana del Sele, kde byly ve dvacátém století vysušeny bažiny a rozvíjí se pěstování olivovníku, kukuřice, rajčat a artyčoků. Eboli je známé výrobou mozzarelly z buvolího mléka.
Lukánské přísloví praví: „Kristus se zastavil v Eboli“ („Cristo si è fermato a Eboli“), tzn. za tímto městem směrem do vnitrozemí leží země zapomenutá Bohem. Carlo Levi tak nazval knihu o svém nuceném pobytu v Alianu ve třicátých letech. Knihu v roce 1979 zfilmoval Francesco Rosi a hlavní roli hrál Gian Maria Volonté.
Sídlí zde fotbalový klub SS Ebolitana 1925. Koncem osmdesátých let za něj hrál Brazilec Dirceu, po němž je pojmenován městský stadion.